# Renée de Rieux
Renée de Rieux, conocida como la Belle de Châteauneuf (hacia 1541-después de 1586), fue amante del rey Enrique III de Francia.

## Primeros años y vida en la corte

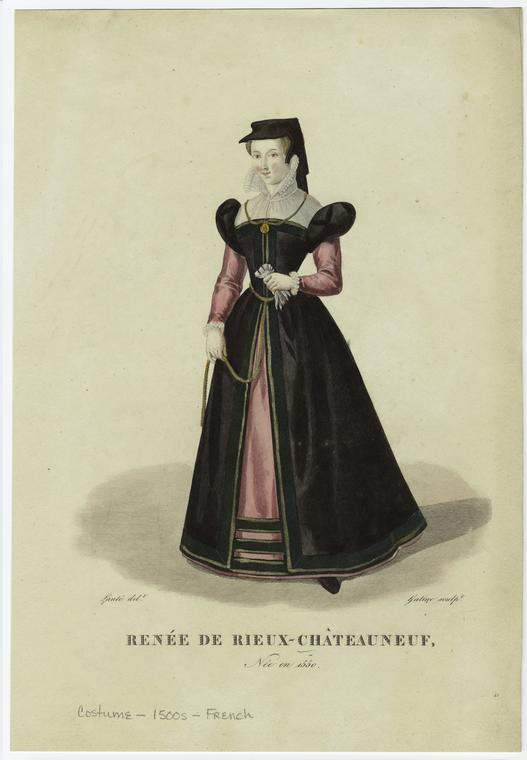
Retrato de Renée de Rieux. Grabado en color de Georges Jacques Gatine a partir de una ilustración de Louis-Marie Lanté (primera mitad del).

Descendiente de la Casa de Rieux, una familia noble de Bretaña, fue hija de Jean de Rieux, señor de Châteauneuf, y de su esposa Béatrice, dama de la Perrière. Fille d'honneur de la reina Catalina de Médici, Renée fue amante de Enrique, duque de Anjou (futuro rey Enrique III), desde 1569 hasta 1571, en quien había despertado una gran atracción, dedicándole el duque varios sonetos, si bien dicha atracción disminuyó cuando Enrique se enamoró de María de Cleves.
Tras el matrimonio de Enrique con Luisa de Lorena-Vaudémont, Renée no sintió temor a desafiar a la nueva reina, llegando a aparecer en un baile de la corte luciendo un vestido idéntico al de ella. Luisa habló de este incidente con Catalina, quien a su vez habló con su hijo acerca de la necesidad de que Renée abandonase su puesto como miembro del séquito de la reina, siendo finalmente expulsada de la corte por un periodo de tres meses. Enrique trató de casarla con Francisco de Luxemburgo, miembro de la Casa de Brienne, además de antiguo pretendiente de Luisa de Lorena, quien se negó al enlace. Antoine du Prat también se negó a casarse con Renée, quien para vengarse por esta afrenta, al parecer, golpeó a su caballo con una fusta durante un desfile.

## Primer matrimonio

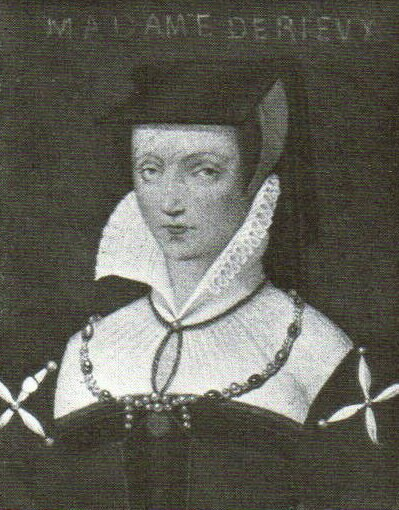
Supuesto retrato de Renée de Rieux.

En 1575, Renée contrajo matrimonio con un florentino de nombre Antinotti, miembro del séquito de Catalina, de quien estaba profundamente enamorada. En 1577, durante un arrebato de celos tras descubrir a su esposo cometiendo una infidelidad, Renée lo apuñaló, causándole la muerte. El periódico de L'Estoile relató dicho acontecimiento: "habiéndolo encontrado indecente, la hermosa Chateauneuf mató a su marido, virilmente, con su propia mano".
Protegida por el rey, Renée nunca llegó a ser juzgada por este crimen, si bien fue desterrada a las provincias durante un breve periodo de tiempo por orden de Enrique.

## Segundo matrimonio
En 1577, durante su exilio de la corte, Renée contrajo segundas nupcias en secreto con un gentilhombre de provincias, Philippe d'Altoviti, capitán de las galeras del rey, hijo de Fouquet d'Altoviti, también capitán de galeras, y de Anne de Casaux.
En una carta, escrita por Renée en Marsella el 20 de diciembre de 1577 y dirigida al rey, niega que hubiese sido secuestrada y casada a la fuerza:

...Señor, antes de mi partida de Bretaña, os había escrito y hecho entender mi matrimonio con el Sr. d'Altoviti, uno de vuestros capitanes de galeras, prometiéndome que lo tendríais a bien, ya que es algo en que me siento contenta (...) Pero habiendo llegado a esta ciudad (Marsella), he encontrado por advertencia que como vuestra Majestad ha escrito y ordenado al Sr. de Mevillon, gobernador de esta villa, se capture a mi marido y se le meta prisionero en lugar de seguridad, porque os han hecho entender, que él me había (...) secuestrado, lo que es del todo, bajo vuestra corrección, lejos de la verdad, porque fui yo misma quien vino a buscarlo a su casa, como su esposa desde febrero pasado. Os suplico muy humildemente, señor, no querer pertubar mi reposo y alegría...

Enrique III convirtió a Philippe d'Altoviti en conde de Castellane con ocasión de su matrimonio. El conde murió el 2 de junio de 1586 durante un duelo contra Enrique de Angulema, Gran Prior y gobernador de Provenza, hijo ilegítimo de Enrique II. Philippe Desportes relató el acontecimiento en los siguientes términos:

En 1586, Philippe Altoviti escribió a Enrique III precisándole que el bastardo de Angulema se correspondía con el mariscal de Montmorency; el rey mostró la misiva al culpable, quien, furioso, fue a Aix a la posada de la Tête Noire, que se encontraba detrás de la iglesia de los Carmelitas de Aix, para encontrar a Philippe Altoviti que moraba allí antes de asistir a la asamblea de estados. El capitán no pudo negar el hecho, mas pidió perdón a Enrique de Angulema (...). Insatisfecho con las excusas, el Gran Prior saca su espada y hiere a Altoviti. El italiano agarra a su adversario por los brazos, mas un gentilhombre de la casa del Gran Prior interviene, y por exceso de celo atraviesa a Altoviti. Mas hundió demasiado su espada que atravesó a Altoviti, y desgarró las entrañas del Gran Prior. El italiano murió inmediatamente y Enrique de Angulema murió entre atroces sufrimientos ocho horas después.

No existen datos acerca de la vida de Renée después de la muerte de su segundo marido, siendo desconocida la fecha de su deceso.